# Станке, Ален
Ален Станке, фр. Alain Stanké, при рождении Алоизас-Витас Станкявичюс, лит. Aloyzas-Vytas Stankevicius, (11 июня 1934, Каунас) — канадский франкоязычный теле- и радиоведущий, журналист и писатель.

## Биография
Семья Станкявичюса мигрировала из Литвы в ходе войны. В 1951 году он окончил среднюю школу в Париже, и в том же году семья переехала в Монреаль (Канада).
С 1951 года изучал французскую литературу в университете Монреаля.
Работал на радио, был корреспондентом еженедельника Radiomonde and Samedi-Dimanche, 1953—1961, журнала Le Petit, с 1961 года — корреспондент журнала Paris-Soir Paris и Figaro, независимый журналист. В 1956 году избран директором Канадского союза французских журналистов. Также участвовал в канадской литовской прессе.
В 1961—1971 г. сотрудничал с Les Éditions de l’Homme, в 1975 г. основал собственные издательства Les Éditions internationales Alain Stanké, Stanké International (Париж), с 1976 года — руководитель Les Éditions Libre Expression.
Станке завоевал популярность во франкоканадской среде серией книг, из которых особой популярностью пользуется его труд о квебекском диалекте «Я говорю на более лучшем французском, чем вы, мне нас…ать: радости франкакофонии» (название книги дано с намеренными ошибками и игрой слов, фр. Je parle plus mieux française que vous et j'te merde! les joies de la francacophonie).

## Награды
- Орден Канады (1998)
- рыцарь Национального ордена Квебека (2003)[2].